# Manila Flamini

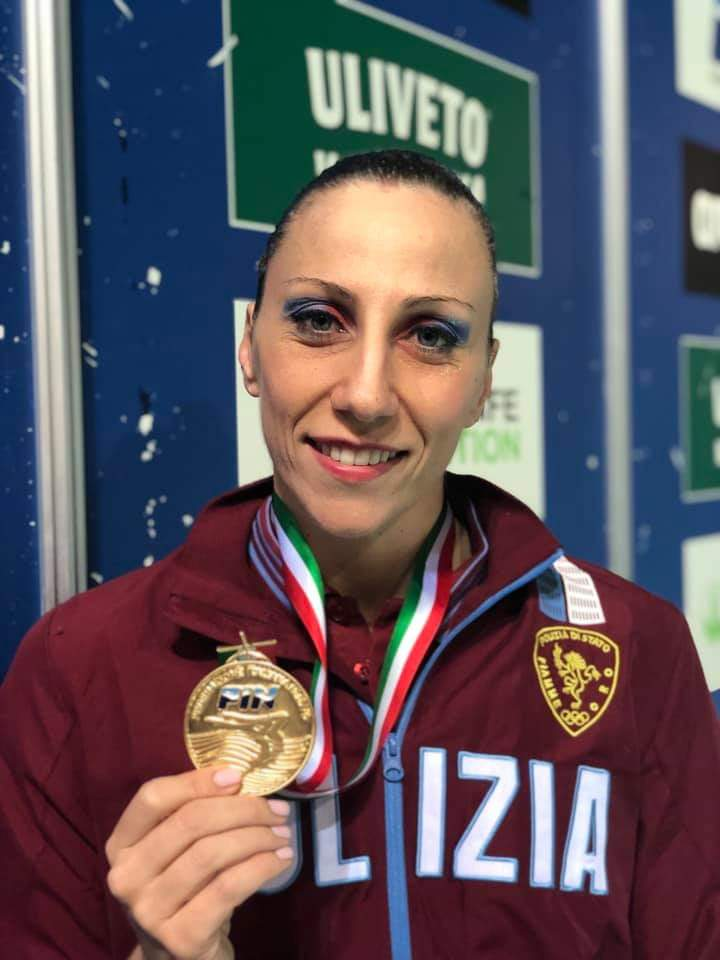
Manila Flamini

Manila Flamini, född 18 september 1987 i Velletri, är en italiensk konstsimmare som blev världsmästare i mix par teknik vid världsmästerskapen i simsport 2017.